# デカネーション
デカネーション（DECANATION）は、例年8月か9月にフランスで開催される国別対抗の陸上競技大会である。

## 概要
2005年創立。例年8カ国前後の国・地域が参加し、男女各10種目に各国・地域から1人が出場する。各種目の順位に応じて得点が与えられ、総合得点で順位を競う国・地域別対抗戦である。デカ（DECA）はギリシャ語で10を意味する。

## 日本代表の参加状況
2013年に日本陸上競技連盟がフランス陸上競技連盟とパートナー協定を結んだ関係から、2014年大会に初めて日本代表が参加した。以降、日本代表は毎年参加している。2016年大会では男子400mにおいてウォルシュ・ジュリアンが日本勢初の優勝を成し遂げた。
大会で誕生した主な記録
- 2015年 女子3000mSC - 高見澤安珠 9分53秒72（日本学生記録・U20日本記録）
- 2016年 女子2000m - 木村友香 5分47秒17（日本記録）

## 大会一覧
| 回 | 開催日        | 開催都市   | 開催会場                 | 参加国・地域 | 優勝国         |
| -- | ------------- | ---------- | ------------------------ | ------------ | -------------- |
| 1  | 2005年9月3日  | パリ       | シャルレティ競技場       | 8            | ロシア         |
| 2  | 2006年8月26日 | パリ       | シャルレティ競技場       | 7            | アメリカ合衆国 |
| 3  | 2007年9月8日  | パリ       | シャルレティ競技場       | 7            | フランス       |
| 4  | 2008年9月6日  | パリ       | シャルレティ競技場       | 6            | アメリカ合衆国 |
| 5  | 2009年9月9日  | パリ       | シャルレティ競技場       | 7            | アメリカ合衆国 |
| 6  | 2010年9月11日 | アヌシー   | パルク・デ・スポール     | 7            | アメリカ合衆国 |
| 7  | 2011年9月18日 | ニース     | チャールズ・アマン競技場 | 8            | アメリカ合衆国 |
| 8  | 2012年8月15日 | アルビ     | Stadium Municipal d'Albi | 4            | アメリカ合衆国 |
| 9  | 2013年8月31日 | ヴァランス | Stade Georges Pompidou   | 8            | アメリカ合衆国 |
| 10 | 2014年8月30日 | アンジェ   | Lac de Maine Stadium     | 7            | アメリカ合衆国 |
| 11 | 2015年9月13日 | パリ       | シャルレティ競技場       | 7            | アメリカ合衆国 |
| 12 | 2016年9月13日 | マルセイユ | Pierre-Delort Stadium    | 6            | フランス       |
| 13 | 2017年9月9日  | アンジェ   | Lac de Maine Stadium     | 7            | アメリカ合衆国 |

## 実施種目
2017年大会実施種目
| - 男子 - 100m - 200m - 400m - 800m - 2000m - 110mハードル - 棒高跳 - 走幅跳 - 砲丸投 - やり投 | - 女子 - 100m - 200m - 400m - 800m - 2000m - 100mハードル - 走高跳 - 三段跳 - 円盤投 - ハンマー投 |